# Hunstanton

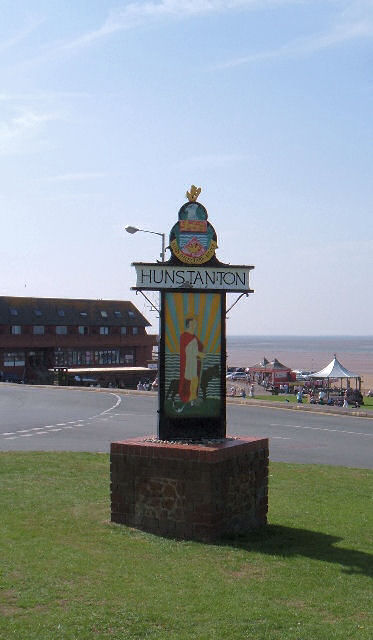
Hunstanton

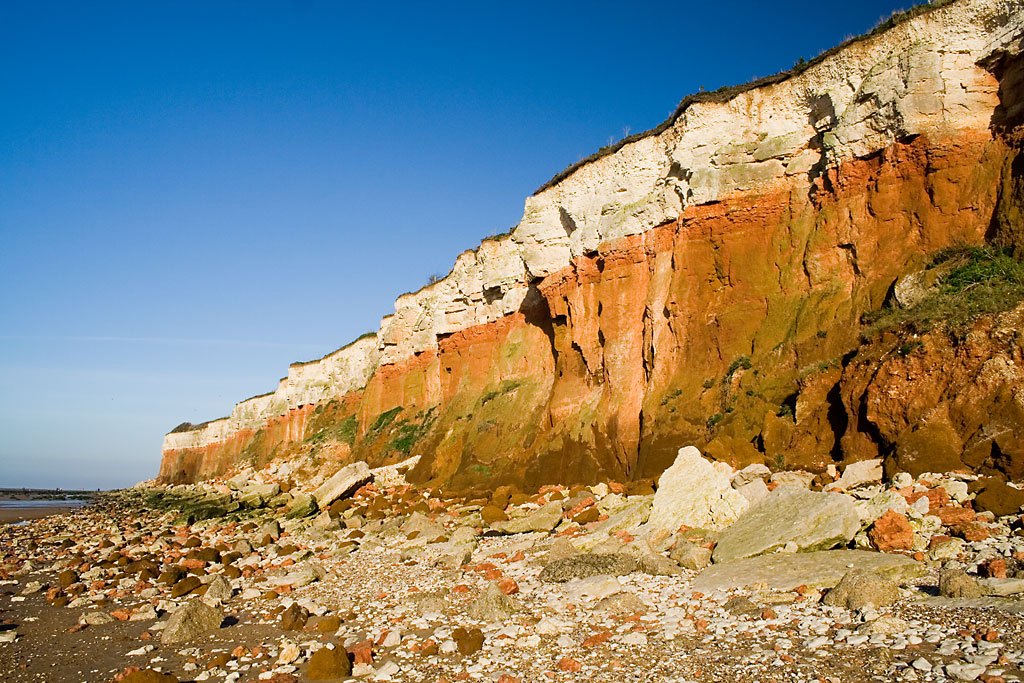
Die Klippen von Hunstanton

Hunstanton ist ein Seebad an der Nordküste der englischen Grafschaft Norfolk im Verwaltungsbezirk King’s Lynn and West Norfolk und liegt im Einzug von The Wash, einem Ästuar, das durch die Mündungen der Flüsse Welland, Nene und Great Ouse in die Nordsee gebildet wird. Die Ortschaft hat etwa 4961 Einwohner. Es ist ein vergleichsweise ruhiger Badeort mit einem ausgedehnten Sandstrand.
Hunstanton ist besonders für seine Klippen bekannt, deren Gesteinsschichten unterschiedlich gefärbt sind: roter und weißer Kalkstein liegen über rotbraunem Sandstein.
Von Einheimischen wird der Ortsname verkürzt „Hunston“ ausgesprochen und die Werbung spricht von Sunny Hunny, weil das Wetter in Hunstanton zum besten in Großbritannien gehören soll und der Ort der einzige an der englischen Ostküste ist, an dem man die Sonne über dem Meer untergehen sehen kann.
Bekannt ist Hunstanton auch für das Gebäude der Hunstanton Secondary Modern School (inzwischen Smithdon High School). Alison und Peter Smithson errichteten es 1954 im Stil des später so genannten Neuen Brutalismus. Es ist geprägt von einer stählernen, weitgehend verglasten Rahmenkonstruktion und Sichtmauerwerk.
Bei der Flutkatastrophe von 1953 war auch Hunstanton betroffen. Der erst kurz zuvor erhöhte und verstärkte Damm im Gebiet des South Beach (Südstrand) brach, und das Wasser floss ungehindert mehr als eine Meile weit in das Landesinnere. Ein nach King’s Lynn fahrender Zug kollidierte mit einem der umher schwimmenden Häuser und entgleiste. Es gab 31 Todesopfer, darunter 16 dort stationierte Soldaten der US-amerikanischen Luftwaffe.

## Geschichte
Ab 1846 gestaltete der Grundbesitzer Henry Styleman Le Strange die Stadt zu einem Badeort um. In dieser Zeit entstanden viele Gebäude. Nach dem Tod Le Stranges übernahm sein Sohn das Projekt. Der Bahnhof von Hunstanton wurde 1969 geschlossen. Der Pier aus der viktorianischen Zeit brannte 1939 erstmals ab, in den 1950er-Jahren ein zweites Mal. 1978 wurde er fast vollständig von einem Sturm zerstört.

## Sehenswürdigkeiten

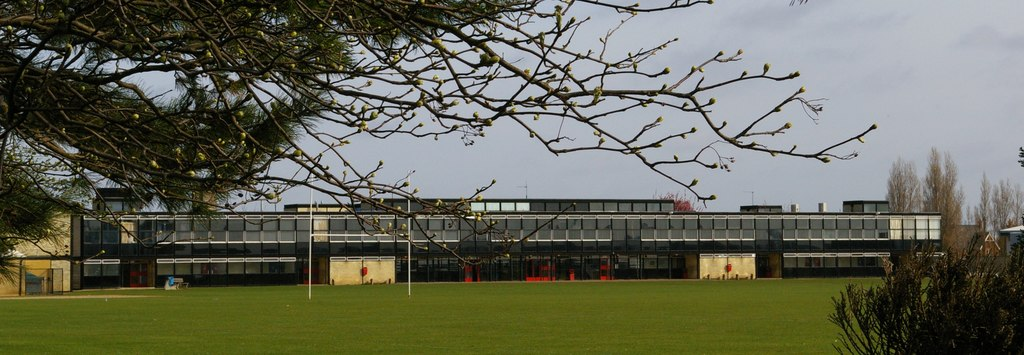
Smithdon High School

- 1907 erbauter Turm der Küstenwache, der als Abhörposten in den beiden Weltkriegen diente.
- Denkmal für die Flut von 1953, bei der 31 Menschen starben.
- Golden Lion Hotel, das erste Gebäude der Stadt.
- Ruine der 1272 erbauten St. Edmunds Kapelle.
- Smithdon High School, frühes Gebäude des „Neuen Brutalismus“  von Peter und Alison Smithson, (1949–1954)

## Old Hunstanton
Old Hunstanton ist ein Ort mit 47 Einwohnern am nördlichen Rand von Hunstanton. Der Wirtschaftswissenschaftler Gerald Shove starb 1947 in Old Hunstanton.

## Persönlichkeiten
- Roger L’Estrange (1616–1704), Politiker, Autor
- Guy Le Strange (1854–1933), Gelehrter